# كأس بطولة الولايات المتحدة المفتوحة 2015
كأس بطولة الولايات المتحدة المفتوحة 2015 (بالإنجليزية: 2015 U.S. Open Cup)‏ هو الموسم 102 من كأس بطولة الولايات المتحدة المفتوحة. أقيم خلال الفترة 25 أبريل 2015 وحتى 30 سبتمبر 2015، وأشرف على تنظيمه اتحاد الولايات المتحدة لكرة القدم، وكان عدد الأندية المشاركة فيه 91، وفاز فيه سبورتينغ كانساس سيتي.